# 31Knots
31Knots est un groupe de rock américain, originaire de Portland, dans l'Oregon.

## Biographie
31Knots est formé en 1997 par Joe Haege (guitare) et Jay Winebrenner (basse). En 1998, le groupe est rejoint par Joe Kelly (batterie), qui quitte l'aventure en 2003, et est remplacé par Jay Pellici. Cette même année sort leur deuxième album studio, A Word Is Also a Picture of a Word. Alors que les premiers albums s'inscrivent dans une dynamique très power trio, 31Knots se tourne peu à peu vers une démarche plus expérimentale, avec l'apparition de samples, de piano, et un mixage plus appuyé et plus recherché. 
Les premières tournées du groupe en France se déroulaient dans de petites salles, mais plus tard, 31Knots joue dans les plus grandes SMACs et festivals (le Café de la Danse, la Maroquinerie, à Paris, les Rockomotives à Vendôme, le 6par4 à Laval, le Grand Mix à Tourcoing, ou encore le VIP à Saint-Nazaire).
À la fin 2004, après leur séparation du label 54-40 or Fight!, 31Knots publient l'EP The Curse of the Longest Day au Japon et en Europe. 31Knots enverra une copie au label américain Polyvinyl qui les signera par la suite en quelques semaines. Ils y publient l'EP hors de leur État natal, puis commencent à travailler sur un nouvel album studio. The Curse of the Longest Day est publié chez Polyvinyl le 12 juillet 2005, comme précurseur de leur quatrième album, Talk Like Blood, qui, lui, est publié le 11 octobre 2005. 31Knots publie l'album The Days and Nights of Everything Anywhere le 6 mars 2007, puis tournent en soutien à l'album. En 2008 sort l'album Worried Well,, qui est positivement accueilli par l'ensemble de la presse spécialisée.
En 2011 sort l'album Trump Harm, chez Polyvinyl.

## Discographie

### Albums studio
- 2000 : Climax / Anti-Climax
- 2002 : A Word Is Also a Picture of a Word (54-40 or Fight)
- 2003 : It Was High Time to Escape (54-40 or Fight)
- 2005 : Talk Like Blood (Own Records, Polyvinyl)
- 2007 : The Days and Nights of Everything Anywhere (Polyvinyl)
- 2008 : Worried Well (Polyvinyl/La Baleine)
- 2011 : Trump Harm (Polyvinyl)

### EP
- 2002 : The Rehearsal Dinner (54-40 or Fight)
- 2004 : The Curse of the Longest Day (Own Records)